# 406
سنة 406 م (بالأرقام الرومانية: CDVI) كانت سنة بسيطة تبدأ يوم الإثنين (الرابط يظهر نموذج الجدول الزمني الكامل للسنة) من التقويم اليولياني. بدأت تسمية السنة ب406 منذ العصور الوسطى المبكرة، عندما أصبح تقويم أنو دوميني هو الأسلوب السائد في أوروبا لتسمية السنوات.

## أحداث
- الإمبراطور هانزيه يخلف أخاه الإمبراطور ريتشو ويصبح الإمبراطور الثامن عشر على اليابان

## مواليد
- أتيلا الهوني آخر حكام الهون في بلغاريا. (توفي 453 م).